# Gangga
Pour l’article ayant un titre homophone, voir Ganga.
Ne doit pas être confondu avec Tirta Gangga.
 (juin 2009).
Gangga, en indonésien Pulau Gangga, est une île d'Indonésie située au nord de Sulawesi, dans la mer de Célèbes.
L'île constitue une destination pour la plongée sous-marine[réf. souhaitée]. Elle est accessible soit directement de Manado après un trajet de 30 à 45 minutes, soit depuis le port de Likupang sur la côte nord de l'extrémité septentrionale de Sulawesi.